# Alexandre Parvus
Israel Lazarevich Gelfand dit Alexandre Parvus (russe : Александр Парвус), né à Berazino (Bierézan), Russie impériale (maintenant Biélorussie) le 8 septembre 1867 – mort à Berlin le 12 décembre 1924, est un révolutionnaire et homme politique russe et un social-démocrate allemand.

## Biographie

### Origines et enfance
Israël Lazarevich Gelfand (en russe : Израиль Лазаревич Гельфанд), surtout connu sous son pseudonyme, Alexandre Parvus, est né de parents juifs le 8 septembre [27 août ] 1867 dans le shtetl de Berezino, une ville de l'actuelle Biélorussie. Il grandit à Odessa, où il s'associa aux cercles révolutionnaires juifs (le Bund).

### Révolutionnaire
En 1886, Parvus, alors âgé de 19 ans, quitte pour la première fois la Russie et se rend à Bâle, en Suisse. Il y prend connaissance des travaux d'Alexandre Herzen ainsi que de la littérature révolutionnaire de l'époque. Il retourne brièvement en Russie l'année suivante, mais il est l'objet de la surveillance de la police secrète tsariste et doit quitter à nouveau le pays pour sa sécurité. Il retourne à Bâle où il s'inscrit à l'université. Au bout de trois ans, il devient docteur en économie, en 1891, sa thèse portant sur les problèmes de la division du travail. À cette époque, il est ouvertement marxiste. Il s'installe en Allemagne, adhère au Parti social-démocrate allemand et se lie d'amitié avec la révolutionnaire allemande Rosa Luxemburg. En 1900, il rencontre Lénine pour la première fois, à Munich, chacun admirant chez l'autre ses travaux théoriques. Parvus encourage Lénine à publier son journal révolutionnaire Iskra.
Les tentatives de Parvus pour devenir un citoyen allemand n'aboutissent pas. Dans une lettre à son ami allemand Wilhelm Liebknecht, il écrit : « Je suis à la recherche d'un gouvernement où l'on peut à peu de frais acquérir une patrie. ». Il tente à plusieurs reprises d'émigrer aux États-Unis[citation nécessaire], les socialistes révolutionnaires allemands s'employant à établir un réseau de relations avec la plupart des révolutionnaires juifs des États-Unis[réf. nécessaire], - y compris Léon Trotsky, qui habitait alors  New York -, en vain, le contre-espionnage allemand ayant pénétré une partie du réseau socialiste révolutionnaire.
Les écrits de Parvus publiés dans la presse socialiste pendant la guerre russo-japonaise  prédisent que la Russie perdra la guerre, et que cela y entraînera des troubles et la révolution. Lorsque ces prédictions se réalisent en 1905, le prestige de Parvus parmi les socialistes et d'autres révolutionnaires allemands s'accroit fortement et les services de renseignement allemands se mettent à estimer que Parvus serait utile dans leurs efforts contre l'Empire russe.

### Révolution russe de 1905
En 1905, Parvus arrive à Saint-Pétersbourg avec de faux papiers austro-hongrois. Il est considéré par les marxistes européens de l'époque comme une autorité sur les questions politiques et financières. Aussi, lorsqu'il y écrit en décembre de cette année-là un article provocateur intitulé « Le Manifeste des finances » qui décrit l'économie russe comme étant sur le point de s'effondrer, il reçoit une large audience dans la presse révolutionnaire. Parallèlement à cette propagande, Parvus coordonne une agitation par des habitants feignant une ruée sur les banques. L'hystérie qui suit réussit à bouleverser l'économie russe et à enrager le premier ministre Serge Witte, mais elle ne provoque pas de crise financière.
À la suite de cette agitation et de l'implication de Parvus dans l'organisation d'actions anti-gouvernementales pendant la révolution de 1905, Parvus — et d'autres révolutionnaires, comme Léon Trotsky — est arrêté par la police russe. En prison, il entre en étroite relation avec d'autres révolutionnaires ; Rosa Luxemburg lui rend visite[citation nécessaire]. Condamné à trois ans d'exil en Sibérie, Parvus réussit à s'enfuir et émigre en Allemagne, où il publie La Bastille russe pendant la Révolution un livre sur ses expériences.
Il développe aussi le concept de l'aide qu'une guerre avec l'étranger peut apporter pour provoquer une révolte interne au sein d'un pays et ravive la théorie marxiste de « révolution permanente ». Il la communique à Trotsky, qui l'étend et la développe par la suite. Grâce à Trotsky, le concept est finalement adopté en 1917 par Lénine de retour d'exil en Russie dans ses thèses d'avril puis par les bolcheviks.

### L'affaire Maxime Gorki
En Allemagne, Parvus conclut un accord avec l'auteur russe Maxime Gorki pour monter sa pièce Les Bas-Fonds. Selon l'accord, la majorité des recettes de la pièce doit aller au Parti ouvrier social-démocrate russe et environ 25 % à Gorki lui-même. Malgré 500 représentations de la pièce, Parvus ne paie pas Gorki et est accusé de l'avoir volé 130 000 marks-or allemands. Gorki menace Parvus de poursuites, mais Rosa Luxemburg réussit à le convaincre de ne pas ébruiter la querelle à l'extérieur du parti. Parvus rembourse finalement Gorki, mais sa réputation dans les cercles du parti est ternie.

### Période de Constantinople
Peu de temps après, Parvus s'établit à Constantinople, la capitale de l'Empire ottoman, où il vit cinq ans. Il y crée une société de commerce d'armes, qui lui rapporte beaucoup d'argent pendant la guerre des Balkans. Il devient le conseiller financier et politique des Jeunes-Turcs. En 1912, il devient rédacteur de Turk Yurdu, leur quotidien. Il travaille en étroite collaboration avec les triumvirs connus comme les « Trois pachas » — Enver, Talaat et Djemal — et le ministre des Finances Mehmet Djavid Bey. Son entreprise organise des livraisons de denrées alimentaires à l'armée turque et il est un partenaire d'affaires du Konzern Krupp, de Vickers Limited, et du célèbre trafiquant d'armes Basil Zaharoff. Le trafic d'armes avec Vickers Limited pendant la guerre fournit la base à la théorie selon laquelle Alexandre Parvus était également un agent britannique.

### Révolution russe de 1917
Alors en Turquie, Parvus entre en relation étroite avec l'ambassadeur allemand, le baron Hans Freiherr von Wangenheim, connu pour être favorable à l'établissement de cinquièmes colonnes révolutionnaires chez les Alliés. C'est ainsi que Parvus propose un plan à l'état-major allemand par l'intermédiaire du baron von Wangenheim : paralyser la Russie par une grève générale, financée par le gouvernement allemand qui, à l'époque, est en guerre avec la Russie et ses alliés. Von Wagenheim envoie à Berlin Parvus qui y arrive le 6 mars 1915 et présente au gouvernement allemand un plan de 20 pages intitulé Préparation de grèves politiques massives en Russie.
Dans ce plan détaillé, Parvus recommande de diviser la Russie en soutenant la fraction bolchevique du Parti ouvrier social-démocrate de Russie, en encourageant le séparatisme ethnique dans diverses régions du pays et en soutenant les auteurs qui critiquent le tsarisme depuis le début de la guerre. Son expérience de 1905 a fait conclure Parvus que la division de la Russie et sa défaite lors d'une guerre seraient les meilleurs moyens d'y provoquer une révolution.

### L'opération de Copenhague
Certains accusent Parvus d'avoir financé Lénine, alors en Suisse. Une biographie de Parvus par Scharlau (de) et Zeman (en) conclut en effet qu'il y avait une coopération absolue entre les deux hommes et que les services de renseignement autrichiens avaient fourni par l'intermédiaire de Parvus de l'argent aux journaux russes bolcheviks émigrés de Paris. Et que quand les sources de ce financement devinrent claires au début de 1915 et plus largement comprises, Lénine et les émigrés de Paris rejetèrent un tel soutien. Harold Shukman conclut : « Les fonds ne coulaient manifestement pas en masse vers Lénine ».
Parvus parie sur Lénine, qui non seulement est un radical, mais est prêt à accepter le parrainage de l'ennemi en ce temps de guerre entre le tsar et le kaiser. Ils se rencontrent à Berne en mai 1915 et scellent la collaboration entre les sociétés de l'un et le parti de l'autre, mais Lénine évite soigneusement de s'afficher en public aux côtés de Parvus. Il n'y a pas de preuve certaine qu'ils se rencontrent face à face, même s'il existe des indications qu'une telle rencontre pourrait bien avoir eu lieu le 13 avril 1917, pendant l'escale de Lénine à Stockholm.
Parvus travaille assidûment à maintenir la confiance de Lénine. Mais ce dernier le tient à l'écart à cause des liens connus de Parvus avec les services de renseignements allemands et de sa propre relation passée avec cet ancien allié des socialistes qui n'était plus respecté par ceux-ci après ses années passées en Turquie à devenir un riche entrepreneur. Les renseignements allemands mettent en place via des opérations offshore les réseaux financiers de Parvus à Copenhague, pour que l'argent allemand puisse être transféré en Russie via de fausses transactions financières entre des sociétés suédoises et russes de façade, stratégie rendue possible par la surcharge et le manque de pouvoir des bureaux fiscaux et douaniers des pays scandinaves, inadéquats pour lutter contre le marché noir en plein essor dans ces pays pendant la guerre.
On débat encore à l'heure actuelle pour savoir si l'argent de ce réseau financier était en fait d'origine allemande. Les données publiées par le gouvernement de Kerensky de 1917 en vue d'un procès prévu pour octobre (novembre) 1917 ont été récemment réexaminées et jugées soit non concluantes soit carrément fausses (voir aussi Documents Sisson).
Cependant, des revers surviennent, comme les activités suspectes de contrebande d'armes de Yakov Ganetsky, qui attirent l'attention indésirable du Secret Intelligence Service britannique qui peut alors relier Ganetsky à Parvus et au baron von Wangenheim. Le baron avait longtemps été sous surveillance du fait de son soutien aux actions révolutionnaires des Jeunes-Turcs contre les Britanniques. En conséquence Ganetsky est chassé du Danemark, tandis que les Britanniques et les Russes s'efforcent d'éradiquer le réseau financier bolchevik en Turquie. En outre, comme Lénine devient de plus en plus conscient de la double relation de Parvus avec les renseignements allemands, leurs relations se tendent. Perdant la confiance et / ou le contrôle de ses agents, Parvus commence alors à chercher d'autres moyens de fonctionnement.
La réputation de Parvus auprès du ministère allemand des Affaires étrangères est remise en question quand à l'hiver 1916, une catastrophe financière prévue par Parvus à Saint-Pétersbourg (apparentée à l'agitation de leurs clients contre les banques russes en 1905) ne parvient pas à produire une révolte de masse. En conséquence, le financement des opérations de Parvus est gelé. Parvus donne alors son soutien à la marine allemande, pour laquelle il travaille brièvement comme conseiller. Il contribue ainsi à l'échec de l'offensive navale de l'amiral russe Koltchak contre la flotte turco-allemande dans le Bosphore et les Dardanelles, grâce au sabotage d'un gros navire de guerre russe. Ce succès lui donne encore plus de crédibilité auprès des Allemands.
En mars 1917, dans un plan élaboré en collaboration avec Parvus, les renseignements allemands transportent en Russie Lénine et un groupe de trente leaders révolutionnaires depuis la Suisse à travers l'Allemagne dans un wagon de train sous la supervision du socialiste suisse Fritz Platten. Léon Trotsky répond à ces allégations dans le volume 2 du chapitre 4 de son Histoire de la Révolution russe.

### Insurrection spartakiste de 1919
L'intensité des liens de Parvus avec les Allemands étant désormais connue, cela ruine également ses relations avec le reste du réseau révolutionnaire, y compris avec Rosa Luxemburg et d'autres socialistes allemands, qui étaient engagés dans la révolution en Allemagne. En dépit des preuves montrant que Parvus n'a jamais vendu les socialistes allemands aux autorités, sa crédibilité au sein de l'avant garde révolutionnaire tourne au vinaigre.
Son activité politique déclinant et la fin de la guerre arrivant, il refuse d'aider les nouvelles autorités allemandes à écraser l'insurrection spartakiste et il se retire sur l'île de Schwanenwerder près de Berlin. Malgré son refus d'aider le nouveau régime de la république de Weimar, il n'est pas inquiété dans le manoir de trente-deux pièces qu'il habite. Plus tard, c'est depuis cette résidence qu'il publie ses mémoires

### Mort et héritage
Parvus meurt à Berlin le 12 décembre 1924. Son corps est incinéré et enterré dans un cimetière de Berlin. Après sa mort, Konrad Haenisch écrit dans ses mémoires : « Cet homme possédait le plus habile des cerveaux de la Deuxième Internationale ».
De son vivant, la réputation d'Alexandre Parvus parmi ses pairs révolutionnaires s'était ternie à la suite de l'affaire Maxime Gorki et parce qu'il s'était su qu'il était en fait un agent du gouvernement allemand. Toutefois ses compétences en affaires et ses idées révolutionnaires furent appréciées et invoquées par les révolutionnaires russes, par les Jeunes Turcs et par les révolutionnaires allemands. Après la révolution d'Octobre en Russie, pour des raisons politiques évidentes, son rôle fut nié et il fut vilipendé. Cela continua pendant l'ère stalinienne, souvent avec des tonalités antisémites. En Allemagne cependant, il était considéré  favorablement. Son nom est souvent utilisé dans les débats politiques modernes en Russie.
Curieusement, à sa mort, Parvus ne laissa aucun document et tout son patrimoine était disparu. Ses deux fils survivants devinrent des diplomates soviétiques de haut rang, l'un survécut au Goulag et l'autre disparut[citation nécessaire].

## Alexandre Parvus dans la culture populaire
La série télévisée turque Payitaht: Abdülhamid, qui retrace les 13 dernière années du sultan ottoman Abdülhamid II, il est interprété par Kevork Malikyan.

## Sources
- (en) Cet article est partiellement ou en totalité issu de l’article de Wikipédia en anglais intitulé « Alexander Parvus » (voir la liste des auteurs).